# برناردویل
برناردویل (به فرانسوی: Bernardvillé) یک کمون در فرانسه است که در Unterelsaß واقع شده‌است. برناردویل ۲٫۷۶ کیلومتر مربع مساحت دارد.